# Dark Passion Play
Dark Passion Play är det sjätte albumet från det finländska symfoniska power metal-bandet Nightwish, det första med deras nya sångerska Anette Olzon. Albumet släpptes den 26 september 2007 genom Spinefarm Records (Finland) och den 28 september genom Nuclear Blast Records (övriga Europa) och Roadrunner Records (USA).

## Låtlista
1. The Poet And The Pendulum
2. Bye Bye Beautiful
3. Amaranth
4. Cadence Of Her Last Breath
5. Master Passion Greed
6. Eva
7. Sahara
8. Whoever Brings The Night
9. For The Heart I Once Had
10. The Islander
11. Last Of The Wilds
12. 7 Days To The Wolves
13. Meadows Of Heaven
14. The Escapist

## Singlar
- Eva
- Amaranth
- Erämaan Viimeinen
- Bye Bye Beautiful
- The Islander